# Джаксън (окръг, Колорадо)
Вижте пояснителната страница за други населени места с името Джаксън.
Окръг Джаксън (на английски: Jackson County) е окръг в щата Колорадо, Съединени американски щати. Площта му е 4198 km², а населението - 1385 души (2017). Административен център е град Уолдън.